# Alcobaça (Bahia)
Alcobaça – miasto i gmina w Brazylii, w stanie Bahia. Znajduje się w mezoregionie Sul Baiano i mikroregionie Porto Seguro.